# Le Livre de la Cité des Dames

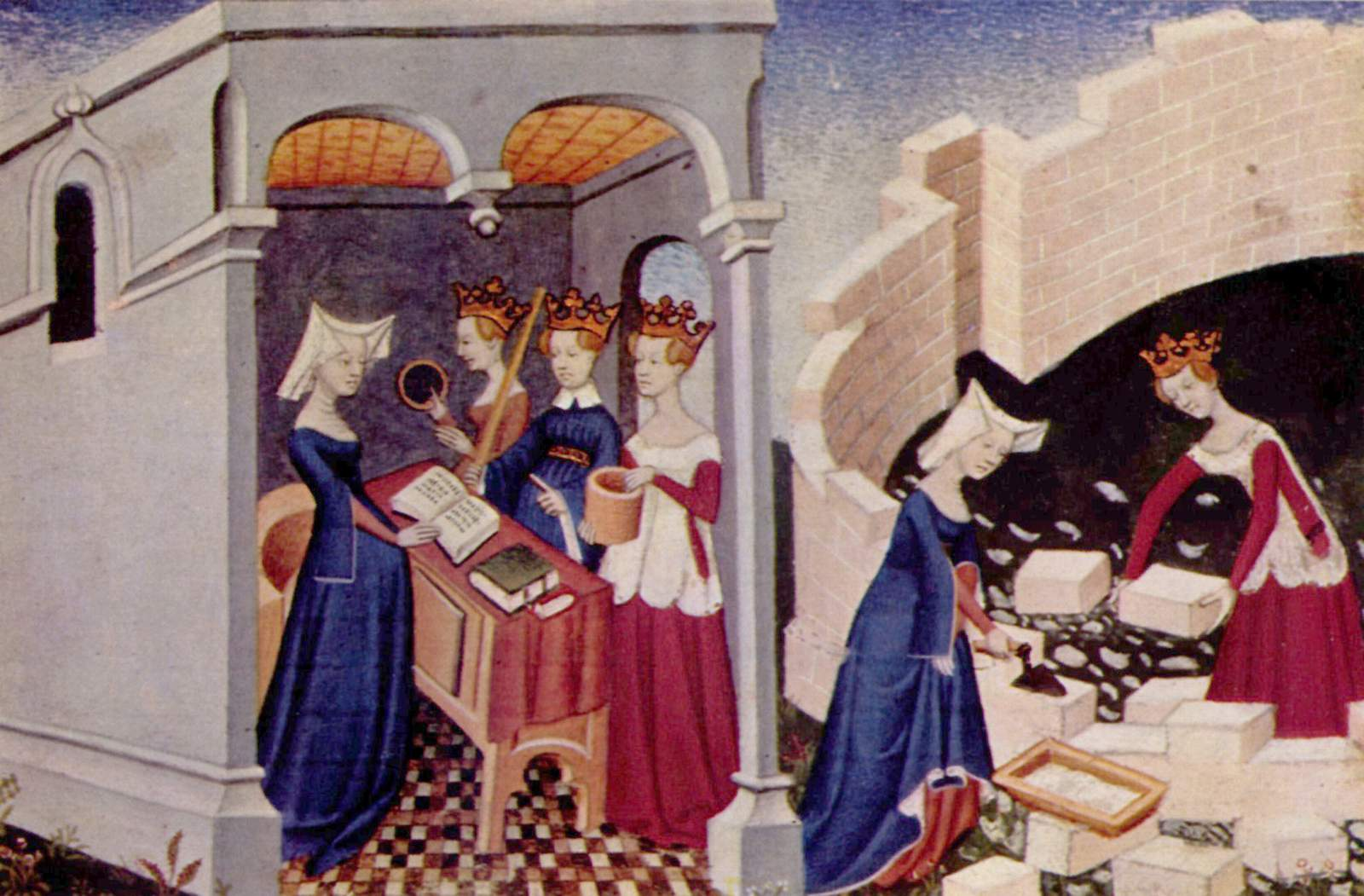
Abbildung aus dem Buch von der Stadt der Frauen, Werk des Meisters der Cité des Dames

Le Livre de la Cité des Dames (Das Buch von der Stadt der Frauen) ist ein Werk der italienischstämmigen, aber als Kind nach Frankreich gelangten Autorin Christine de Pizan. Es wurde um 1404 fertiggestellt und gilt heute als eines der ersten Werke der Frauenbewegung in der europäischen Literatur und als Ausgangspunkt für die Querelle des Femmes, einer Debatte um die Geschlechterordnung, die seit dem 14. Jahrhundert und vor allem im 17. Jahrhundert in Europa geführt wurde.
Christine de Pizan verfasste es, wie sie angibt, nachdem sie das frauenfeindliche Buch Lamentationes Matheoli des Geistlichen Matthaeus aus Boulogne-sur-Mer gelesen hatte. Die mit der Autorin identisch gedachte Ich-Erzählerin berichtet, wie ihr in ihrer Wut und Verzweiflung drei vornehme Damen erscheinen: die Vernunft, die Rechtschaffenheit und die Gerechtigkeit. Diese machen ihr Mut und verkünden den Bau einer Stadt der Frauen, die eine Zuflucht bieten solle vor den Verleumdern und Hassern des weiblichen Geschlechts.
Das Buch von der Stadt der Frauen ist in drei Teile gegliedert. In jedem beschreibt die Ich-Erzählerin, wie sie mit Hilfe einer der Frauengestalten die Stadt errichtet. Das Baumaterial sind dabei aber nicht Steine, sondern heroische Frauen aus der biblischen, der antiken und der jüngeren Geschichte. Diese werden vorgestellt und ihre Taten gepriesen, so dass ein Lesebuch über zahlreiche berühmte Frauen entsteht.
1513 erwarb die Stadt Tournai von dem Bildwirker Pasquier Grenier eine Folge von Wandteppichen mit dem Thema der Stadt der Frauen, um sie der Regentin der spanischen Niederlande, Margarete von Österreich, zu schenken.

## Übersetzungen
- Margarete Zimmermann: Das Buch von der Stadt der Frauen. 3. Auflage. München 1990. Kommentierte Übersetzung.
- Christine de Pizan: Das Buch von der Stadt der Frauen. 1. Auflage. AvivA Verlag, Berlin 2023, ISBN 978-3-949302-13-8 (mittelfranzösisch: Le Livre de la Cité des Dames. Übersetzt von Margarete Zimmermann).